# Krzysztof Mężyk
Krzysztof Mężyk (ur. 1984 w Krakowie) – polski artysta malarz.
Absolwent wydziału malarstwa Akademii Sztuk Pięknych im. Jana Matejki w Krakowie. Swoją twórczość, którą zaliczyć można do nurtu abstrakcjonizmu lirycznego, Mężyk określa łacińskim terminem qualia.

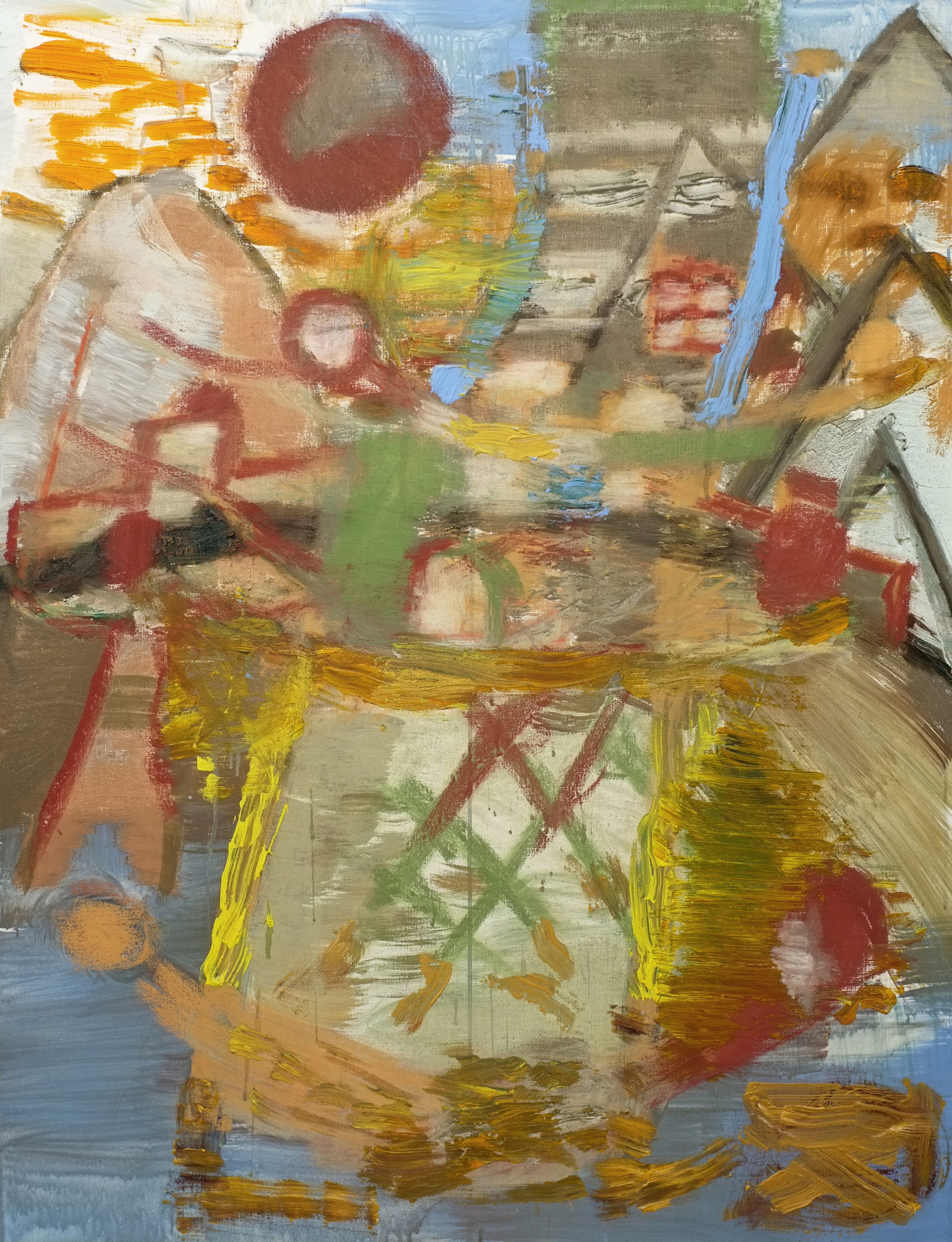
Krzysztof Mężyk - "Sen", 2016, 110x80cm, olej na płótnie

Na co dzień mieszka i tworzy w Krakowie. Jego prace znajdują się w licznych kolekcjach polskich i zagranicznych.
Uczestniczył w wystawach zbiorowych m.in. w Leslie Gallery (Berlin, 2017), Kunstahalle Bratislava (Bratysława, 2015), Galerii Labirynt (Lublin, 2015), MSN (Warszawa, 2014) oraz Bunkrze Sztuki (Kraków, 2014).
Jego wystawy indywidualne odbyły się m.in. w Radziszewski Gallery (Warszawa, 2018, 2016, 2014), Galerii F.A.I.T. (Kraków, 2015) oraz Muzeum Sztuki Współczesnej (Wrocław, 2014).

## Działalność społeczna
W roku 2015 wraz z malarką Ludmiłą Woźniczko oraz grupą osób niewidomych i słabowidzących, stworzył obraz malarski o wymiarach 6x2m. Prowadził warsztaty malarskie z osobami niewidomymi i słabowidzącymi w ramach pracy nad spektaklem "Faust" Michała Borczucha.
Od roku 2019 Krzysztof Mężyk współpracuje z krakowską Fundacją na Rzecz Osób Niewidomych i Słabowidzących. W tym samym roku artysta wraz z grupą niewidomych zrealizował wystawę pod tytułem "Zagadka Sfinksa" w Muzeum Etnograficznym w Krakowie.